# Topaszentkirály
Topaszentkirály (románul Sâncraiu Almașului) falu Romániában, Szilágy megyében.

## Fekvése
Hidalmástól délkeletre, Egerestől északkeletre, Zutor és Nádasszentmihály között a Zilahi úton, Topa-tető, a régi erdélyi határszél nyugati oldalán fekvő település.

## Története
Topaszentkirály nevét 1345-ben említette először oklevél p. Senkyral néven.
1429-ben p. Zentkyral, 1449-ben Zenthkyral, 1471-ben p. Thopazenthkyral néven írták.
1449-ben már plébánosát is említették, tehát ekkor már egyházas hely volt.
1519-ben Szentkirály részbirtokon a Kis- és Nagydobai család tagjai osztozkodtak.
1522-ben a Dobai, Gyerővásárhelyi Gyerőfi, Wass, Szentpáli és más családok birtokaként említették.
1551-ben a fennmaradt hagyomány szerint innen indította el Fráter György barát Izabella királynét Kassa felé. Ezt a búcsújelenetet írta meg Tinódi Lantos Sebestyén „Erdélyi história” című művében.
A 20. század elején Kolozs vármegye Hidalmási járásához tartozott.
1910-ben 852 lakosából 41 magyar, 811 román volt. Ebből 785 görögkatolikus, 23 görögkeleti ortodox, 25 izraelita volt.

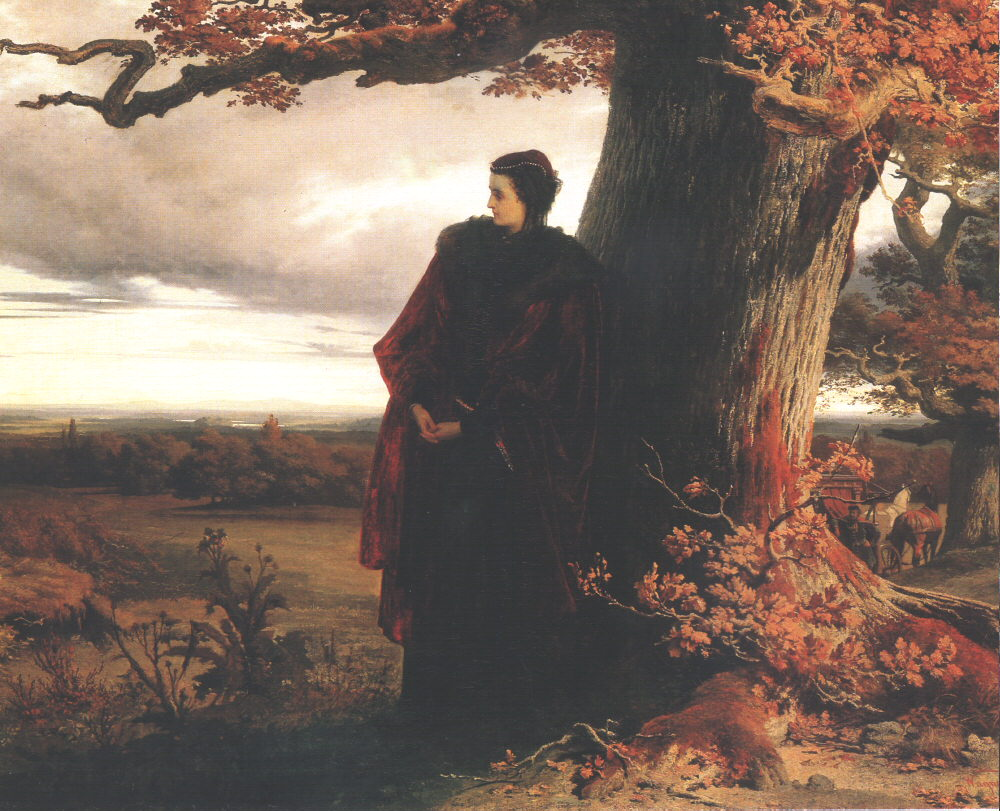
Wagner Sándor: Izabella királyné búcsúja Erdélytől (1863)

## Nevezetességek
- Református temploma a régi gótikus templom helyére épült 1869-1871 között.